# Comuna Derajne, Kostopil
Derajne (în ucraineană Деражне) este o comună în raionul Kostopil, regiunea Rivne, Ucraina, formată din satele Beceal și Derajne (reședința).

## Demografie
Componența lingvistică a comunei Derajne
     Ucraineană (99,2%)
     Alte limbi (0,79%)
Conform recensământului din 2001, majoritatea populației comunei Derajne era vorbitoare de ucraineană (99,2%), existând în minoritate și vorbitori de alte limbi.